# Ustawa o swobodzie działalności gospodarczej
Ustawa z dnia 2 lipca 2004 r. o swobodzie działalności gospodarczej – obowiązująca w latach 2004–2018 polska ustawa uchwalona przez Sejm IV kadencji. Regulowała podejmowanie, wykonywanie i zakończenie działalności gospodarczej na terytorium Rzeczypospolitej Polskiej oraz zadania organów w tym zakresie.
Ustawa zastąpiła ustawę z dnia 19 listopada 1999 r. – Prawo działalności gospodarczej. Wraz z ustawą weszła w życie ustawa – Przepisy wprowadzające ustawę. Ustawę znowelizowano wielokrotnie. Ostatnia zmiana weszła w życie w 2018. 26 stycznia 2018 Sejm uchwalił Prawo przedsiębiorców, ustawę, która wchodzi w skład tzw. Konstytucji dla biznesu i Planu Morawieckiego i która zastąpiła ustawę o swobodzie działalności gospodarczej. Przepisy uchylające tę ustawę zawarto w art. 192 ustawy wprowadzającej Prawo przedsiębiorców.